# 덕산초등학교 (창원시)
덕산초등학교는 대한민국 경상남도 창원시 진해구 자은동에 있는 공립 초등학교이다.

## 학교 연혁
- 2020년 3월 1일 제32대 이민선 교장 부임
- 2019년 2월 15일 제74회 졸업식(180명 졸업, 총 17719명)
- 2018년 2월 14일 제73회 졸업식(157명 졸업, 총 17538명)
- 2011년 4월 21일 ‘진해덕산 70년사’ 발간
- 2007년 6월 5일 인조잔디 운동장 준공
- 2003년 8월 28일 덕송관 준공
- 1996년 3월 1일 덕산초등학교로 개명
- 1981년 3월 8일 병설유치원 개원
- 1944년 9월 1일 진해덕산공립국민학교로 교명 변경
- 1941년 4월 1일 진해제4공립국민학교로 교명 변경
- 1940년 4월 24일 진해제4공립심상소학교 개교

## 같이 보기
- 덕산초등학교 축구단

## 참고 문헌
- 덕산초등학교 - 한국교육학술정보원 학교알리미